# Дідюля Валерій Михайлович
Валерій Михайлович Дідюля (біл. Валерый Дзідзюля; *24 січня 1969, Гродно, Білоруська РСР) — білоруський гітарист і композитор. Виконує фольк-музику та музику в жанрі фламенко. Лідер групи «ДіДюЛя». Випустив сім альбомів та значну кількість музичних збірників.
Перебуває під санкціями за підтримку російської агресії проти України.

## Біографія
В п'ять років Валерій отримав у подарунок від своєї матері гітару. З цього ж часу він починає «експериментувати зі звуком та гітарою»: ставив на гітару звукознімач, датчик, підключав інструмент до саморобного підсилювача. Разом з друзями відвідував концерти, спостерігав, як грають на весіллях. Пізніше був прийнятий як третій гітарист до вокально-інстументального ансамблю «Алые Зори» під керівництвом Миколи Хитріка. Концерти проводилися в різних містах, колгоспах і радгоспах, а пізніше в кооперативному ресторані.
Після розпаду ансамблю Дідюля займається звукорежисерською роботою в гродненському ансамблі «Білі Роси» (рос. «Белые Росы»), де співали та танцювали, в основному, циганські, румунські, українські, білоруські та польські народні танці. У складі цього колективу Дідюля побував з гастролями в Європі — Іспанії, Італії, Франції, Польщі, Німеччині та б. ін. Найбільше Валерія вразила Іспанія. Саме в ній він познайомився зі стилем фламенко.
Скоро Дідюля організовує власну групу та проект. Спочатку його спонсором стає Йосип Прігожин, але пізніше Дідюля почав спонсорувати себе сам. Також Валерій був спонсором класичного гітариста Дениса Асимовича, котрий втратив зір в ранньому дитинстві.

## Громадянська позиція
Фігурант бази даних центру «Миротворець» як особа, яка незаконно відвідувала окупований Росією Крим, свідомо порушуючи державний кордон України.

В 2022 дав інтерв'ю російському пропагандистському виданню "Абзац" де зробив такі заяви:
|  | Велика російська, православна, слов'янська культура, музика, писемність, слово, мова, традиції мають велике значення у світовій цивілізації, у світовому процесі. Зараз виклики, зараз непростий час, і від нас, музикантів, від людей творчих, від людей інтелектуальної праці, від учених, винахідників, математиків багато що залежить. Історично цей момент вимагає великого розуму, вдумливості, зібраності, звичайно ж, віри. І мені здається, що цивілізація, пройшовши цей етап, зможе вибратися з нього з новим досвідом і, можливо, з новими досягненнями. Оригінальний текст (рос.) Великая русская, православная, славянская культура, музыка, письменность, слово, язык, традиции имеют великое значение в мировой цивилизации, в мировом процессе. Сейчас вызовы, сейчас непростое время, и от нас, музыкантов, от людей творческих, от людей интеллектуального труда, от учёных, изобретателей, математиков многое зависит. Исторически этот момент требует большого ума, вдумчивости, собранности, конечно же, веры. И мне кажется, что цивилизация, пройдя этот этап, сможет выбраться из него с новым опытом и, возможно, с новыми достижениями. |

|  | У нас простір добра, стійкості духу, великої божественної сили та енергії. Саме в цьому основна мета і завдання Росії. Бути в сучасній цивілізації рятівним острівцем традиційних цінностей, правильного культурного ставлення до людей і до всього світу. І Росія з цією складною ношею повинна впоратися. Оригінальний текст (рос.) У нас пространство добра, стойкости духа, великой божественной силы и энергии. Именно в этом основная цель и задача России. Быть в современной цивилизации спасительным островком традиционных ценностей, правильного культурного отношения к людям и ко всему миру. И Россия с этой сложной ношей должна справиться. |

|  | Звичайно ж, це є. Є політика в Євробаченні. Вона дуже сильно там заважає музиці. Але поміняти щось найближчим часом не вийде, швидше за все. Білорусь і Росію цього року взагалі було відсторонено від участі. Потрібно спокійно поставитися до цього і розвивати, насправді, свої конкурси. Одним із таких є «Слов'янський базар». Цього року гурт «ДіДюЛя» братиме участь у відкритті цього фестивалю, потім будемо грати великий концерт там. Загалом, будемо прикрашати цей фестиваль. Оригінальний текст (рос.) Конечно же, это есть. Есть политика в Евровидение. Она очень сильно там мешает музыке. Но поменять что-то в ближайшее время не получится, скорее всего. Белоруссия и Россия в этом году вообще были отстранены от участия. Нужно спокойно отнестись к этому и развивать, на самом деле, свои конкурсы. Одним из таких является «Славянский базар». В этом году группа «ДиДюЛя» будет участвовать в открытии этого фестиваля, затем будем играть большой концерт там. В общем, будем украшать этот фестиваль. |

В 2022 білоруському пропагандистському медіа БЕЛТА заявив наступне:
|  | Ми спостерігаємо проблеми західного світу, ми бачимо розбрід і хитання в головах, порушення і скасування традиційних цінностей, сімейних і людських, безумство жадібності, розгубленість в орієнтирах. І зараз православний, слов'янський світ зіткнувся з цим. І завдання одне - подолати і допомогти світу вибратися з цих проблем. За нами дивиться решта світу: як Росія в цьому протистоянні триматиметься, як великий слов'янський народ, православне братерство в усьому світі з'єднається в єдиній молитві, подолає ці виклики. Мені здається, що подолає. Енергія творення і добра з нами. Оригінальний текст (рос.) Мы наблюдаем проблемы западного мира, мы видим разброд и шатание в головах, нарушение и отмену традиционных ценностей, семейных и человеческих, безумие жадности, потерянность в ориентирах. И сейчас православный, славянский мир столкнулся с этим. И задача одна - преодолеть и помочь миру выкарабкаться из этих проблем. За нами смотрит остальная часть мира: как Россия в этом противостоянии будет держаться, как великий славянский народ, православное братство во всем мире соединится в единой молитве, преодолеет эти вызовы. Мне кажется, что преодолеет. Энергия создания и добра с нами. |

## Особисте життя
У 2020 році Валерій розлучився з дружиною Євгенією Дідюлею, яка заявила причиною розлучення домашнє насильство з його боку.

## Музичні альбоми
- «Фламенко» (2000)
- «Дорога в Багдад» (2002)
- «Легенда» (2004)
- «Пещерный город Инкерман» (2006)
- «Цветные сны» (2006)
- «Live In Moscow» (2006)
- «Музыка неснятого кино» (2007)
- «LIVE in Saint Petersburg» (2009)
- «Дорогой шести струн» (2009)
- «Аромат» (2010)
- «Орнаментальный» (2012)
- «Однажды сегодня» (2013)

## Кліпи
- «Поїзд в Барселону»
- «Печерне місто Інкерман»
- «ARABICA»
- «Айседора»
- «Фламенко»
- «Іспанія»

## Санкції
7 січня 2023 року, через вторгнення Росії в Україну, внесений до списку санкцій України, передбачається блокування активів на території країни, припинення виконання економічних і фінансових зобов'язань, припинення культурних обмінів і співпраці, позбавлення українських держнагород.